# La Taille
La Taille est une ancienne commune d’Indre-et-Loire, annexée en 1790-1794 par Saint-Nicolas-de-Bourgueil.